# Наль, Анатолий Миронович
Анатолий Миронович Наль (Рапопорт-Орочко; 15 февраля 1905, Гайсин — 1970, Москва) — советский театральный актёр, режиссёр, поэт и переводчик.

## Биография
Анатолий Наль-Рапопорт с 1921 года был учеником Евгения Вахтангова по 3-й студии МХАТ.
С 1921 по 1949 год служил актёром Театра им. Е. Вахтангова, сыграл на его сцене более тридцати ролей. В период Великой Отечественной войны находился с театром в эвакуации в Омске.
Был также художественным руководителем Молодого театра в Москве и главным режиссёром Современного театра.
В 1950-е годы был режиссёром театра Тихоокеанского флота, других самодеятельных театров.
В 1960-е годы работал на телевидении.
Умер 10 июля 1970 года. Похоронен на Введенском кладбище (7 уч.).

### Семья
Дочь — Анна Наль (1942—2017), была замужем за А. Городницким.

## Творчество
В 1920-е годы выпустил две книги стихов, предисловие к одной из них написал М. Кузмин. 29 ноября 1925 участвовал в литературном вечере «Поэзия наших дней».
Переводил на русский язык стихи еврейских поэтов Переца Маркиша и Ицика Фефера.

### Роли в театре
- 1922 — «Принцесса Турандот» К. Гоцци — Цанни
- 1927 — Барсуки Л. Леонова — Брозин[5]
- 1927 — Заговор чувств Ю. Олеши — Михал Михалыч[6]
- 1932 — «Гамлет» У. Шекспира — Лаэрт
- 1933 — «Интервенция» Л. Славина — Женя Ксидиас
- 1934 — Человеческая комедия по Бальзаку — Даниэль, друг Люсьена, республиканец[7]
- 1936 — Много шума из ничего У. Шекспира — Клавдио
- 1937 — Человек с ружьём Н. Погодина — Человек в шубе[8]
- 1941 — Маскарад М. Лермонтова — 3-й офицер[9]
- 1942 — Сирано де Бержерак Э. Ростана — Гиже

### Фильмография
Режиссёр
- 1969 — Цветы запоздалые (телесектакль) по повести А. П. Чехова[10]
- 1969 — Пещерные люди (фильм-спектакль)

### Избранные публикации
- Наль А. М. В помощь руководителю постановки // Персонов И. И. Собственность (Родня) : пьеса в 3 д. (9 кар.). — М.: Крест. газ., 1934.
- Наль А. М. Поэт : Книга стихов. — М.: Моск. цех поэтов, 1928. — 42 с. — 1000 экз.
- Наль А. М. Элегии и стансы / Предисл.: М. Кузмин. — Л.: Academia, 1924. — 40 с.

## Награды
- Медаль «За трудовую доблесть» (16 декабря 1946)[11]